# Município de Neave (condado de Darke, Ohio)
O município de Neave (em inglês: Neave Township) é um município localizado no condado de Darke no estado estadounidense de Ohio. No ano de 2010 tinha uma população de 2.330 habitantes e uma densidade populacional de 39,01 pessoas por km².

## Geografia
O município de Neave encontra-se localizado nas coordenadas 40° 02′ 13″ N, 84° 38′ 33″ O. Segundo a Departamento do Censo dos Estados Unidos, o município tem uma superfície total de 59.72 km², da qual 59,27 km² correspondem a terra firme e (0,76 %) 0,45 km² é água.

## Demografia
Segundo o censo de 2010, tinha 2.330 habitantes residindo no município de Neave. A densidade populacional era de 39,01 hab./km². Dos 2.330 habitantes, o município de Neave estava composto pelo 98,11 % brancos, o 0,34 % eram afroamericanos, o 0,13 % eram amerindios, o 0,09 % eram asiáticos, o 0,21 % eram de outras raças e o 1,12 % eram de uma mistura de raças. Do total da população o 0,82 % eram hispanos ou latinos de qualquer raça.